# Хризостом (Савватос)
Митрополи́т Хризосто́м (греч. Μητροπολίτης Χρυσόστομος, в миру Гео́ргиос Савва́тос греч. Γεώργιος Σαββάτος; род. 8 сентября 1961, Перистерион, Аттика) — епископ Элладской православной церкви, митрополит Мессинийский (с 2007), доктор богословия (1995).

## Биография
Родился 8 сентября 1961 года в Перистерионе, в Греции, в семье беженцев из Смирны.
В 1987 году окончил богословский институт Афинского университета, после чего стажировался в Высшей богословской школе (Ανωτέρα Εκκλησιαστική Σχολή Αθηνών) в Афинах. Окончил аспирантуру в Риме и докторантуру в Страсбурге, имея стипендию от римо-католической церкви.
В 1988 году был хиротонисан во диакона, а в 1990 году — во пресвитера. Служил в качестве проповедника в Перистерийской митрополии (1988—1995) и Афинской архиепископии (1995—2007).
В 1995 году получил степень доктора богословия Афинского университета и в 1999 году был избран в качестве преподавателя патристики, истории догматов на богословском факультете того же университета. В 2002 году получил звание доцента.
15 марта 2007 года решением Священного синода иерархии Элладской православной церкви был избран (42 голосами из 72 избирателей) для рукоположения в сан митрополита Мессинийского (архимандрит Варнава (Ламбропулос) набрал 10 голосов, архимандрит Феоклит (Ламбринакос) — 9 голоса; 11 бюллетеней были пустыми).
18 марта 2007 года состоялась его архиерейская хиротония.
Является автором и соавтором ряда книг.